# Еник тип L61
Еник тип L61 (фр. Unic Type L61) је аутомобил произведен 1927. (1926 год. ???) године од стране француског произвођача аутомобила Еник.
У току 1926. године у производњи остају сам модели из серије L, тако да је Еник тип L61 само унапређен претходни модел из те серије. У тај модел су уграђене побољшане "перо" кочнице.